# Chuck Daly Lifetime Achievement Award
De Chuck Daly Lifetime Achievement Award is een jaarlijkse prijs die uitgereikt wordt door de NBA en de National Basketball Coaches Association. De prijs wordt gegeven aan een coach die jarenlang coach was in de NBA en staat voor integriteit, eerlijke competitie en promotie van de sport. De prijs werd genoemd naar NBA-coach Chuck Daly. De eerste winnaar was Tom Heinsohn in 2009.

## Winnaars
| Seizoen | Coach              | Ploegen |
| ------- | ------------------ | --- |
| 2008/09 | Tom Heinsohn       | Boston Celtics (1969–1978) |
| 2009/10 | Jack Ramsay        | Philadelphia 76ers (1968–1972) Buffalo Braves (1972–1976) Portland Trail Blazers (1976–1986) Indiana Pacers (1986–1988)                                                                                        |
| 2009/10 | Tex Winter         | Houston Rockets (1971–1973) Chicago Bulls (1985–1999) (assistent) Los Angeles Lakers (1999–2008) (assistent)                                                                                                   |
| 2010/11 | Lenny Wilkens      | Seattle SuperSonics (1969–1972, 1977–1986) Portland Trail Blazers (1974–1976) Cleveland Cavaliers (1986–1993) Atlanta Hawks (1993–2000) Toronto Raptors (2000–2003) New York Knicks (2004–2005)                |
| 2011/12 | Pat Riley          | Los Angeles Lakers (1981–1990) New York Knicks (1991–1995) Miami Heat (1995–2003, 2005–2008) |
| 2012/13 | Bill Fitch         | Cleveland Cavaliers (1970–1979) Boston Celtics (1980–1983) Houston Rockets (1983–1988) New Jersey Nets (1989–1992) Los Angeles Clippers (1994–1998)                                                            |
| 2013/14 | Bernie Bickerstaff | Seattle SuperSonics (1985–1989, 1989–1990) Denver Nuggets (1995–1996) Washington Bullets/Wizards (1997–1999) Charlotte Bobcats (2004–2007) Los Angeles Lakers (2012)                                           |
| 2014/15 | Dick Motta         | Chicago Bulls (1968–1976) Washington Bullets (1976–1980) Dallas Mavericks (1980–1987, 1994–1996) Sacramento Kings (1990–1991) Denver Nuggets (1996–1997)                                                       |
| 2015/16 | KC Jones           | Capital/Washington Bullets (1973–1976) Boston Celtics (1983–1988) Seattle SuperSonics (1990–1992) |
| 2015/16 | Jerry Sloan        | Chicago Bulls (1979–1982) Utah Jazz (1988–2011) |
| 2016/17 | Al Attles          | Golden State Warriors (1969–1983) |
| 2016/17 | Hubie Brown        | Kentucky Colonels (1974–1976) Atlanta Hawks (1976–1981) New York Knicks (1982–1987) Memphis Grizzlies (2002–2005)                                                                                              |
| 2017/18 | Doug Moe           | San Antonio Spurs (1976–1980) Denver Nuggets (1980–1991) Philadelphia 76ers (1992–93) |
| 2018/19 | Frank Layden       | Utah Jazz (1981–1989) |
| 2019/20 | Del Harris         | Houston Rockets (1979–1983) Milwaukee Bucks (1987–1991) Los Angeles Lakers (1994–1999) |
| 2020/21 | Larry Brown        | San Antonio Spurs (1988–1992) Los Angeles Clippers (1992–1993) Indiana Pacers (1993–1997) Philadelphia 76ers (1997–2003) Detroit Pistons (2003–2005) New York Knicks (2005–2006) Charlotte Bobcats (2008–2010) |
| 2021/22 | Mike Fratello      | Atlanta Hawks (1983–1990) Cleveland Cavaliers (1993–1999) Memphis Grizzlies (2004–2006) |
| 2022/23 | Rick Adelman       | Portland Trail Blazers (1989–1994) Golden State Warriors (1995–1997) Sacramento Kings (1999–2006) Houston Rockets (2007–2011) Minnesota Timberwolves (2011–2014)                                               |
| 2023/24 | Rudy Tomjanovich   | Houston Rockets (1992–2003) Los Angeles Lakers (2004–2005) |
| 2024/25 | Don Nelson         | Milwaukee Bucks (1976-1988) Golden State Warriors (1988-1995) New York Knicks (1995-1996) Dallas Mavericks (1997-2005) Golden State Warriors (2006-2010)                                                       |